# Sauber C35
Der Sauber C35 ist der Formel-1-Rennwagen von Sauber Motorsport für die Formel-1-Weltmeisterschaft 2016. Er ist der 24. Sauber-Formel-1-Wagen. Er wurde am 29. Februar 2016 als letztes Fahrzeug für die Saison 2016 auf der Internetseite des Teams präsentiert.
Die Bezeichnung des Wagens setzt sich, wie bei allen Fahrzeugen von Sauber, aus dem C für Christiane, der Ehefrau von Peter Sauber, und einer fortlaufenden Nummer zusammen.

## Technik und Entwicklung
Der C35 ist das Nachfolgemodell des C34 und aus dem Vorgängermodell weiter entwickelt.
Angetrieben wird der C35 vom Ferrari 059/5, einem 1,6-Liter-V6-Motor von Ferrari mit einem Turbolader. Auch das Getriebe stammt von Ferrari.
Nachdem Sauber in finanzielle Schwierigkeiten geraten war, gab es während der Saison kaum technische Weiterentwicklungen des Fahrzeuges, stattdessen wurden viele Komponenten über sehr lange Zeit weiterverwendet. So fuhr Nasr beim achten Saisonrennen, dem Großen Preis von Europa, immer noch den Motor, der bereits beim Auftaktrennen in Australien eingesetzt worden war. Der Motor hatte hier seine Regellaufzeit weit überschritten und konnte nur mit reduzierter Leistung gefahren werden. Das wirkte sich insbesondere auf die Höchstgeschwindigkeiten aus. Nachdem im Juli ein Investor für das Sauber-Team gefunden werden konnte, wurden einige Weiterentwicklungen, die aus finanziellen Gründen zurückgestellt waren, eingeführt. Beim Großen Preis von Großbritannien wurde ein neu konzipierter Heckflügel getestet, beim Großen Preis von Belgien startete Sauber dann mit einem verbesserten Wagen, unter anderem mit neuem Frontflügel, neuem Unterboden und neuen Bremsbelüftungen.

## Lackierung und Sponsoring
Der C35 ist überwiegend in Blau lackiert, die Seitenkästen sind gelb-weiß gehalten und mit Sponsorenaufklebern der Banco do Brasil versehen. Zudem hat die Nase einen gelben Zierstreifen und die Seitenspiegel sind gelb lackiert.
Außerdem werben noch CNBC, Edox, oerlikon, die Ospelt-Gruppe mit ihrer Marke Malbuner, Pirelli und Silanna auf dem Fahrzeug.

## Fahrer
Sauber trat in der Saison 2016 wieder mit den Fahrern Marcus Ericsson und Felipe Nasr an.

## Ergebnisse
| Fahrer                          | Nr.                             | 1   | 2  | 3  | 4  | 5  | 6   | 7  | 8  | 9  | 10  | 11 | 12  | 13  | 14  | 15 | 16  | 17 | 18 | 19 | 20  | 21 | Punkte | Rang |
| ------------------------------- | ------------------------------- | --- | -- | -- | -- | -- | --- | -- | -- | -- | --- | -- | --- | --- | --- | -- | --- | -- | -- | -- | --- | -- | ------ | ---- |
| Formel-1-Weltmeisterschaft 2016 | Formel-1-Weltmeisterschaft 2016 |     |    |    |    |    |     |    |    |    |     |    |     |     |     |    |     |    |    |    |     |    | 2      | 10.  |
| M. Ericsson                     | 09                              | DNF | 12 | 16 | 14 | 12 | DNF | 15 | 17 | 15 | DNF | 20 | 18  | DNF | 16  | 17 | 12  | 15 | 14 | 11 | DNF | 15 | 2      | 10.  |
| F. Nasr                         | 12                              | 15  | 14 | 20 | 16 | 14 | DNF | 18 | 12 | 13 | 15  | 17 | DNF | 17  | DNF | 13 | DNF | 19 | 15 | 15 | 9   | 16 | 2      | 10.  |

| Legende  | Legende            | Legende                                                          |
| Farbe    | Abkürzung          | Bedeutung                                                        |
| -------- | ------------------ | ---------------------------------------------------------------- |
| Gold     | –                  | Sieg                                                             |
| Silber   | –                  | 2. Platz                                                         |
| Bronze   | –                  | 3. Platz                                                         |
| Grün     | –                  | Platzierung in den Punkten                                       |
| Blau     | –                  | Klassifiziert außerhalb der Punkteränge                          |
| Violett  | DNF                | Rennen nicht beendet (did not finish)                            |
| Violett  | NC                 | nicht klassifiziert (not classified)                             |
| Rot      | DNQ                | nicht qualifiziert (did not qualify)                             |
| Rot      | DNPQ               | in Vorqualifikation gescheitert (did not pre-qualify)            |
| Schwarz  | DSQ                | disqualifiziert (disqualified)                                   |
| Weiß     | DNS                | nicht am Start (did not start)                                   |
| Weiß     | WD                 | zurückgezogen (withdrawn)                                        |
| Hellblau | PO                 | nur am Training teilgenommen (practiced only)                    |
| Hellblau | TD                 | Freitags-Testfahrer (test driver)                                |
| ohne     | DNP                | nicht am Training teilgenommen (did not practice)                |
| ohne     | INJ                | verletzt oder krank (injured)                                    |
| ohne     | EX                 | ausgeschlossen (excluded)                                        |
| ohne     | DNA                | nicht erschienen (did not arrive)                                |
| ohne     | C                  | Rennen abgesagt (cancelled)                                      |
| ohne     | keine WM-Teilnahme |                                                                  |
| sonstige | P/fett             | Pole-Position                                                    |
| sonstige | 1/2/3/4/5/6/7/8    | Punktplatzierung im Sprint-/Qualifikationsrennen                 |
| sonstige | SR/kursiv          | Schnellste Rennrunde                                             |
| sonstige | *                  | nicht im Ziel, aufgrund der zurückgelegten Distanz aber gewertet |
| sonstige | ()                 | Streichresultate                                                 |
| sonstige | unterstrichen      | Führender in der Gesamtwertung                                   |